# Diodella apiculata
Diodella apiculata är en måreväxtart som först beskrevs av Carl Ludwig von Willdenow, Johann Jakob Roemer och Schult., och fick sitt nu gällande namn av Piero G. Delprete. Diodella apiculata ingår i släktet Diodella och familjen måreväxter. Inga underarter finns listade i Catalogue of Life.